# Iso Kuusijärvi (Jukkasjärvi socken, Lappland)
Iso Kuusijärvi är en sjö i Kiruna kommun i Lappland och ingår i Kalixälvens huvudavrinningsområde. Sjön är 4,2 meter djup, har en yta på 0,16 kvadratkilometer och är belägen 350 meter över havet.

## Delavrinningsområde
Iso Kuusijärvi ingår i det delavrinningsområde (749745-177031) som SMHI kallar för Mynnar i Vuostojoki. Medelhöjden är 323 meter över havet och ytan är 28,7 kvadratkilometer. Det finns inga avrinningsområden uppströms utan avrinningsområdet är högsta punkten. Vuostojoki som avvattnar avrinningsområdet har biflödesordning 4, vilket innebär att vattnet flödar genom totalt 4 vattendrag innan det når havet efter 239 kilometer. Avrinningsområdet består mestadels av skog (69 procent) och sankmarker (18 procent). Avrinningsområdet har 0,22 kvadratkilometer vattenytor vilket ger det en sjöprocent på 0,8 procent. Bebyggelsen i området täcker en yta av 0,52 kvadratkilometer eller 2 procent av avrinningsområdet.